# Coson
Coson (sau Koson) a fost rege al dacilor după domnia lui Burebista. Se presupune că printre conspiratorii împotriva regelui Burebista s-a aflat și Koson. De la regele Koson au rămas monedele de aur, cosonii, care îi poartă numele.
Istoricul Florus amintea: „Dacii trăiesc nedezlipiți de munți. De acolo, sub conducerea regelui Cotiso” (în realitate Koson?), „Cotisonis regis imperio, obișnuiau să se coboare și să pustiască ținuturile vecine, ori de câte ori Dunărea, înghețată de ger, își unea malurile. Augustus a hotărât să îndepărteze această populație, de care era foarte greu să te apropii. Astfel, a trimis pe Lentulus și i-a alungat pe malul de dincolo, dincoace au fost așezate garnizoane (citra praesidia constituta). Astfel, dacii nu au putut fi înfrânți, ci doar respinși și împrăștiați (sic tunc Dacia non uncta, sed summota atque didlata est)”. (V. și articolul despre Cotiso.)

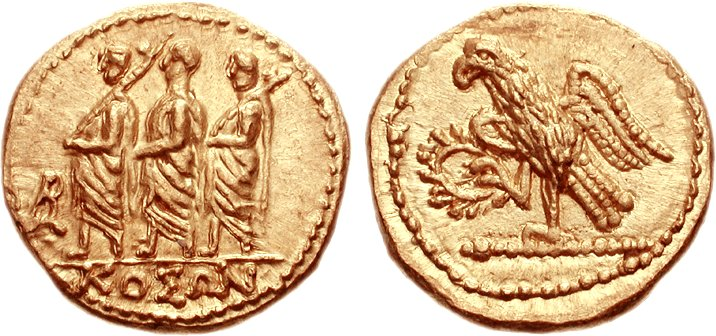
Dinari din aur batuti cu inscriptia Koson (ΚΟΣΩΝ).

Pe plan politic, Koson s-a implicat în conflictul de la Roma dintre Brutus și Triumviri (este vorba de cel de-al doilea triumvirat format din Octavian, Marcus Antonius, Marcus Aemilius Lepidus), ca aliat a lui Brutus. Mai târziu s-a implicat în conflictul dintre Octavian și Marcus Antonius, ca aliat al lui Octavian.
Acest ultim episod este povestit de Suetoniu într-un scurt pasaj din bibliografia lui Octavian (LXIII. „Marc Antoniu scrie că Octavian a făgăduit-o pe Iulia întâi fiului său Antonius, apoi lui Cotiso, regele geților (dein Cotisio, regi Getarum) și tot atunci a cerut-o în schimb în căsătorie, pentru sine, pe fiica regelui”.

## Monedele de tip Coson

##### Particularități ale monedei
Problemele cu legenda ΚΟΣΩΝ prezintă mai multe singularități. În primul rând, ele par a fi singurele monede de aur bătute de daci: o monedă, emisă probabil în Transilvania de astăzi.
O altă particularitate constă în alegerea temelor iconografice. Acestea, deși coexistă cu o legendă în caractere grecești, sunt în mod clar de inspirație romană. Moneda poate fi comparată, în special, cu două exemple distincte de monedă din epoca republicană.

###### Aversul
Aversul arată un vultur în stânga, stând pe un sceptru, în timp ce cealaltă gheara este ridicată pentru a prinde o ghirlandă.

###### Reversul
Reversul pare similar cu un denar, în acest caz argint, emis în anul 54 î.Hr. de Marcus Junius Brutus , înfățișând o procesiune deschisă de un accent urmat de trei figuri masculine. Totuși, în cazul monedelor cu legenda ΚΟΣΩΝ , există doar trei figuri masculine togate care merg spre stânga: 
un consul (în centru) flancat de doi lictori, fiecare dintre ei poartă fascele pe umărul stâng.
În câmpul din stânga există în general (dar nu întotdeauna) o monogramă care poate fi văzută ca un B,  dar a cărei tijă verticală se extinde în mod curios în jos și descrie apoi o curbă spre dreapta care se termină într-un fel de înflorire. În unele cazuri monograma este complet absentă.  Atunci când este prezenta, monograma poate fi mai schematica la unele exemplare și mai elaborat în altele.
Un fapt trecut cu vederea de mult timp, care a influențat unele concluzii provizorii, se referă tocmai la această iconografie care, în schimb, găsește un precedent evident într-un denar de argint foarte rar subterat al lui Quintus Pomponius Rufus, guvernator al Moesiei, emis în jurul anului 73. î.Hr.

##### Descoperiri
Informatile despre monedele  ΚΟΣΩΝ sunt unori asociate cu relatata despre o extraordinarã descoperire monetarä: un tezaur de peste 40.000 de monede de aur de tip Lysimach, descoperit in 1543 in albia râului Strei. Astfel, dintr-un manuscris inedit al lui Wolfgang Lazius, Explicatio thesauri recens apud Transylvanos reperti, et piscatore quondam in vado fluvii cuiusdam deteci, aflăm:
```
„Banii de aur din tezaunul recent descoperit la transilvaneni prin silinta unuiui pescar, de a caror multime m-am putut incredinta, aveau doua inscriptii: una cu aceste litere, BAZIAEDZ ATZI MAXOY, adicã ale regelui Lysimach, cealalta ZOZON, salvatorul sau liberatorul."
```

Comoara sescoperita la Gradistea echivala cu peste 300 kg de aur, fiind alcatuita asadar din monede de aur purtand numele de Lysimach , regele Traciei, si pe acela de KOSON. 
O altã informatie provine de la un cleric, pe nume Johann Mathesius Sarepa, care intr-o predica din anul 1554, vorbeste si despre cosoni.
Despre cantitatea imensã de monede (40 000 exemplare), care alcatuiau tezaurul aflat in albia râului Strei, ne relateaza si Ioan Troester.  Acest autor precizeazã locul descoperirii ca find Gradistea, identificand Streiul cu anticul râu Sargetia;  el mai relateaza cã in tezaur s-a mai gasit o multime de plãci nestantate si cã guvernatorul Transilvaniei i-a trimis regelui Ferdinand doua mii de monede Lysimach.  Nu este semnalat prezenta unor cosoni, dar într-o altã parte a operei sale, printre monarhii ale caror monede sunt prezente in Dacia, el descrie si moneda cu legenda KOZON°.
Alte tezaure vin sã se adauge, la începutul secolului al XIX-lea, uimitoarelor descoperiri din Transilvania. 
In primul rând, este vorba de un mare depozit de monede de aur, gasit pe dealul Gradiste de catre cautatorii de comori din Sibiselu Vechi, care au reusit sã-l tainuiasca o vreme (cam un an intreg).  Despre comoara, guvernul (prin conducerea scaunului sasesc) a aflat atunci când oferta de vânzare a aurului, in anul 1803, a devenit batatoare la ochi în orasul Orästie.  Astfel, in urma masurilor întreprinse, s-a reusit sã se recupereze o parte din aceasta comora si anume 1.000 de piese (cu cealalta parte, descoperitorii au trecut muntii in Tara Româneasca);  rezultatul anchetei care a urmat s-a soldat cu descoperirea ruinelor de la Gradistea Orastiei, unde oficialitatile au initiat, in 1803, precum si în anii care au urmat, o cautare febrila de monede cu ajutorul a peste 2 000 de soldati si tarani.
Dintr-un raport al lui A. Bögözi, datat 28 aprilie 1804 (Hunedoara), aflăm despre descoperirea, la Grädistea Muncelului, a unui nou si important tezaur ce continea 987 de monede de aur - cosoni: „987 Stück der gleichen durchgehends Kozonischen Goldmünze...
Despre tezaurul descoperit în 1803, Al. Ferenczi preciza ca era depozitat într-o oala de lut (cu o capacitate de 28-31 litri, cu pereti groasi de 2,65 cm), la sud de acropola, cam pe locul unde au aparut si pietrele cu inscriptii. Dupã informatiile pastrate, rezulta cã, din tezaurul de 1 000 de cosoni descoperiti in 1803, un numar de 400 de piese au fost predate monetăriei din Alba lulia spre a fi topite,  iar restul au fost vândute la diferite persoane si nu se mai stie în ce colectii s-au imprăstiat.
Un alt tezaur - care continea probabil si monede KOZON, pe lângã emisiuni de tip Lysimach - se gasise în anul 1802 pe muntele Ceata, in zona localitātilor Ocolisul Mic si Vâlcelele Bune (jud. Hunedoara). 
In 1811 se descoperea un alt tezaur de cosoni la Axente Sever (fost Frâna, jud. Sibiu), fiind alcătuit din circa 20 de piese.  Alta descoperire de cosoni mai este semnalatã la Cozma (jud. Mures) mai multe piese, despre care nu se mai stie nimic (in anul 1902, L. Kelemen vazuse doua exemplare din acest tezaur, la unul dintre locuitorii satului).
Descoperiri izolate mai sunt semnalate la: Sarmizegetusa Regia (in septembrie 1970, un muncitor a mai găsit un coson la 1 km est de terasa sanctuarelor, in afara zidurilor),  la Orăstie, Gusterita si Hateg (jud. Hunedoara), Nochrich (jud. Sibiu, Firtusu (jud. Harghita), Timisoara (imprejurimi), Vizejdia (jud. Timis)"
Alte emisiuni nesigure semnalate in Dobrogea , zona Olteniei sau chiat Turcia de Est si zona Olbiei nu au fost luate in consideratie de catre cercetatori, fiind improbabile. Asa cum sublinia C. Preda in cartea sa despre monedele geto-dacilor, pot fi considerate sigure numai descoperirirle care se concentreaza in regiunea Transilvaniei.

##### Cercerari
Primele preocupari legate de cosoni dateaza inca din secolul al XVI-lea. Astfel, celebrul umanist Erasmus din Rotterdam (1469-1536), intr-o scrisoare adresata lui Johanes Turzo, episcop de Worclaw, atragea atentia asupra acestor enigmatice monede:
```
 „Moneda de aur i-a preocupat pe multi, unii presupunând că ar fi cei trei fii ai lui Noe, intorcându-se de pe corabie, iar pe cealalta parte un porumbel purtând o ramura de măslin. Dupã altii, ar fi doi comandanti care duc prizonier pe cel de la mijloc si acvila purtând o ramurã de laur indoita in forma de coroanã. Inscriptia n-a putut fi cititã pâna acum de niciun <stiutor> de greaca, nici de latinã, nici de ebraica."
```

Primul studiu aprofundat, consacrat acestor monede descoperite in Transilvania, il datoram eruditului numismat Max Ferdinand von Bahrfeldt, care cataloga, dupā diferite colectii europene si publicatii, 112 exemplare (75 purtând monograma 37 fara monogramã). Mai întâi, acest autor remarca similitudinea dintre aversul uneimonede de argint emise de Q. Pomponius Rufus si aversul monedelor ΚΟΣΩΝ . dar respingea orice legatura între acestea si moneda lui Brutus din anul 54

##### Analiza chimica a monedelor
Mai multe exemplare de kosoni au fost supuse unei serii de investigații chimico-fizice pentru a le identifica [[compoziție chimică |compoziția chimicăîî folosind tehnici neinvazive. Aceste experimente s-au realizat la  Muzeul Luvru,  Helmholtz-Zentrum Dresden-Rossendorf din Dresda. Monedele au fost, de asemenea, examinate folosind raze X (X-RF). 
Analiza a comparat urmele prezente în monede cu compoziția metalurgică a probelor de aur din minele din Transilvania și cu cea a brățărilor de aur tipic dacice din epoca bronzului.  Rezultatul a făcut o distincție între kosoni, pe baza compoziției chimice, și anume prezența sau absența monogramei:
Exemplare fără monogramă: urmele de elemente prezente în aliajul acestor piese monetare ne permit să afirmăm compoziția identică cu mostre de aur din minele locale, ceea ce demonstrează originea transilvăneană a aurului folosit la baterea acestui tip de cosoni.
Exemplare cu monograma: analiza compoziției a evidențiat diferențe mari fata de mostrele de aur din minele Transilvaniei; aurul din care sunt produse ar putea proveni din alte mine sau, alternativ, ar putea fi rezultatul aplicării unei tehnici metalurgice diferite, cu trecerea printr-un proces de rafinare extremă care a produs un aliaj atât de pur. Este probabil ca diferențele constatate în aspect și compoziție metalurgică să fie, de asemenea, o reflectare a unei epoci diferite de batere.